# Dendrobium caliculi-mentum
Dendrobium caliculi-mentum är en orkidéart som beskrevs av Richard Sanders Rogers. Dendrobium caliculi-mentum ingår i släktet Dendrobium, och familjen orkidéer. Inga underarter finns listade i Catalogue of Life.

## Bildgalleri